# کاتلین لونسدال
کاتلین لونسدال (انگلیسی: Kathleen Lonsdale؛ زاده ۲۸ ژانویهٔ ۱۹۰۳ – درگذشته ۱ آوریل ۱۹۷۱) یک دانشمند در زمینه بلورنگاری اهل ایرلند بود.
او بخاطر توسعه روش‌های بلورنگاری به کمک اشعه ایکس شهرت دارد. کارهای آزمایشگاهی او مشخص کرد پیوندهای کربن در ملوکول بنزن اندازه مساوی دارند و زاویه پیوندها حلقه داخلی برابر ۱۲۰ درجه است. او تأثیر به سزایی در شیمی آلی داشت. او اولین زنی است که برای عضویت در آکادمی علوم سلطنتی لندن انتخاب شد.